# Charles Étienne Rouyer
Pour les articles homonymes, voir Rouyer.
Charles Étienne Rouyer, né le 16 mars 1760 à Vicherey (Vosges), mort le 20 juillet 1794 au fort Fleur d'épée (Guadeloupe), est un général de brigade de la Révolution française.

## États de service
Il entre en service le 1er juin 1780, dans le régiment des Gardes françaises, il devient brigadier le 16 août 1784, et il sert comme instructeur au dépôt des élèves jusqu’au 15 mai 1787, date de son congé. Instruit et parlant plusieurs langues, il obtient la place de gouverneur d’un des fils du général d’Affry.
Il quitte ses fonctions le 15 septembre 1791, pour reprendre du service comme sous-lieutenant au 25e régiment d’infanterie de ligne. Il passe lieutenant le 1er mai 1792, et capitaine le 1er octobre suivant. De 1792 à 1793, il fait les campagnes de Belgique, et il est nommé le 12 février 1793, premier lieutenant-colonel du 1er bataillon d’infanterie du département de Jemmapes. Il est nommé adjudant-général chef de brigade le 29 octobre 1793, et il est employé à Paris. 
Il est promu général de brigade le 8 mars 1794, et il reçoit le commandement de l’île de Sainte-Lucie aux Antilles. Partie de Rochefort en mars 1794, il débarque à la Guadeloupe en avril 1794, et en défendant cette île contre les Anglais, il est frappé le 8 juillet 1794, par un éclat de bombe dans le fort Fleur d'épée. 
Il meurt le 20 juillet 1794, des suites de sa blessure.